# Pomponius Mela
Pomponius Mela (1. století) byl římský geograf a spisovatel.
O jeho životě existuje velmi málo zpráv.

## Dílo
- Seznam děl v Souborném katalogu ČR, jejichž autorem nebo tématem je Pomponius Mela
- De chorographia někdy se vyskytuje i název De situ orbis, dílo bylo sepsáno pravděpodobně roku 44 a zachovalo se celé. Obsahuje zeměpis tehdejší doby a vyplývá z něj, že pracoval na základě řady starších pramenů, které neměly geografický charakter. Dílo obsahuje 3 knihy, první díl pojednává o pobřeží Středozemního moře, druhá kniha pojednává o pobřeží Černého moře a třetí o zbytku tehdy známého světa. De chorographia je patrně nejstarší latinské zeměpisné dílo.